# Eucera sociabilis
Eucera sociabilis là một loài Hymenoptera trong họ Apidae. Loài này được Smith mô tả khoa học năm 1873.